# Leptodiaptomus angustilobus
Leptodiaptomus angustilobus is een eenoogkreeftjessoort uit de familie van de Diaptomidae. De wetenschappelijke naam van de soort is voor het eerst geldig gepubliceerd in 1898 door Sars G.O..